# Moldavi
I moldavi sono il principale gruppo etnico nazionale della Moldavia.
Significative minoranze di moldavi si trovano oggi in Ucraina, Italia, Russia e Francia. La maggior parte dei moldavi parla la lingua romena (talvolta definita come moldavo) ed è di religione ortodossa.